# 2020년 하계 올림픽 기니 선수단
2020년 하계 올림픽 기니 선수단은 2021년 일본 도쿄에서 열린 2020년 하계 올림픽에 참가한 올림픽 기니 선수단이다.
기니는 2020년 도쿄 하계 올림픽에 출전했다. 원래 2020년 7월 24일부터 8월 9일까지 열릴 예정이었던 올림픽은 코로나19 범유행으로 인해 2021년 7월 23일부터 8월 8일로 연기되었다. 기니는 1968년 첫 대회 이후 12번째 하계 올림픽 출전이었다. 기니는 1972년 뮌헨 하계 올림픽에 선수 등록을 하지 못했고 결국 나머지 아프리카 국가들과 합류하여 1976년 몬트리올 하계 올림픽을 보이콧했다. 기니는 개막식 전날인 7월 22일 코로나19 우려로 대회 참가를 취소하겠다고 밝혔으나 나중에 결정을 번복했다.

## 출전 선수
| 종목   | 남자 | 여자 | 전체 |
| ------ | ---- | ---- | ---- |
| 육상   | 0    | 1    | 1    |
| 유도   | 1    | 0    | 1    |
| 수영   | 1    | 1    | 2    |
| 레슬링 | 0    | 1    | 1    |
| 전체   | 2    | 3    | 5    |

## 같이 보기
- 올림픽 기니 선수단